# アルバトロス (映画配給会社)
アルバトロス株式会社（英: ALBATROS CO,.LTD.）は、ニューセレクト株式会社のグループ会社で、DVDソフトの発売・販売、テレビ権・VOD権の販売を行っている。

## 概要
アルバトロス株式会社はニューセレクト株式会社（1970年代に設立）のグループ会社として1991年に設立され、ニューセレクト株式会社がアルバトロス・フィルムレーベルで配給する作品の宣伝、ビデオパッケージの発売・販売を開始した。
2001年末にフランス映画『アメリ』を宣伝し、『善き人のためのソナタ』などのオスカー作品を宣伝するほか、『えびボクサー』や『クィーン・コング』などユニークな映画も扱った。
現在はDVDソフトの発売・販売、テレビ権・VOD権の販売を行っている。
なお、2025年4月24日付けでCNCiグループのスターキャットにニューセレクトと共に完全子会社化されている。

### 各ビデオレーベル
- アルバトロス・フィルム - 劇場公開や未公開作品のアクション映画やパニック映画等を取り扱うレーベル[3][信頼性要検証]
- アルバトロス・コア - ホラー映画や『女子高生チェーンソー』、『殺戮職人芝刈男』、『チアリーダー忍者』といったB級映画を取り扱うレーベル